# Mixogaster rarior
Mixogaster rarior är en tvåvingeart som beskrevs av Shannon 1925. Mixogaster rarior ingår i släktet Mixogaster och familjen blomflugor.
Artens utbredningsområde är Panama. Inga underarter finns listade i Catalogue of Life.